# Wignehies
Wignehies település Franciaországban, Nord megyében. Lakosainak száma 2813 fő (2022. január 1.). Wignehies Clairfontaine, Rocquigny, Féron és Fourmies községekkel határos.

## Népesség
A település népessége az elmúlt években az alábbi módon változott:
| Lakosok száma | 2998 | 2966 | 2969 | 2903 | 2877 | 2855 | 2830 | 2821 | 2813 |
|               | 2013 | 2015 | 2016 | 2017 | 2018 | 2019 | 2020 | 2021 | 2022 |